# Der Zigeunerbaron
Der Zigeunerbaron ist eine Operette in drei Akten von Johann Strauss (Sohn). Das Libretto stammt von Ignaz Schnitzer und basiert auf der Novelle Sáffi von Mór Jókai. Die Uraufführung fand am 24. Oktober 1885 im Theater an der Wien in Wien statt, der erste „Barinkay“ war hierbei Karl Streitmann.

## Einführung
Johann Strauss schuf dieses Werk in einer für ihn ungewöhnlich langen, zweijährigen Arbeit. Neben der Fledermaus und Eine Nacht in Venedig wurde es zum größten Bühnenerfolg und wird noch heute oft gespielt. Allerdings erfüllte sich seine Hoffnung nicht, mit dem Werk rasch den Weg auf die Opernbühne zu finden, obwohl es in der Tat den Charakter einer Spieloper trägt und der komischen Oper recht nahe kommt.
So zeigte am 25. Oktober 1885 das Wiener Leben eine mit „Strauß am Scheidewege“ überschriebene Karikatur, die Strauss und eine Waage in einem Ballon über den Dächern von Wien zeigt, beobachtet durch die vor dem Opernhaus stehenden Schnitzer und Jókai, die sich unterhalten: „Vor lauter Hin- und Her-Balanciren ist der Waag' schon ganz schlecht. Jetzt bin ich nur neugierig, auf welcher Seite wir durchfallen werden.“
Erst 1910 wurde Der Zigeunerbaron erstmals in den Operntheatern von Dresden (Semperoper) und danach dann in Wien (Staatsoper) aufgeführt.

## Handlung

### Vorgeschichte
Die ungarischen Grenzlande in Siebenbürgen sind vom Krieg verwüstet. Der türkische Statthalter, der Pascha von Temesvár, musste fliehen und seine kleine Tochter Saffi zurücklassen, die, von der alten Zigeunerin Czipra behütet, als Zigeunerin aufwächst. Die wohlhabende Familie Barinkay, mit dem türkischen Pascha befreundet, musste ins Exil gehen.

### Erster Akt
25 Jahre später kehrt der junge Sándor Barinkay, geleitet vom königlichen Kommissär Conte Carnero, in die Heimat zurück, wo der Schweinezüchter Zsupán inzwischen die elterlichen Güter besetzt hat und sich als rechtmäßiger Eigentümer empfindet. In dem halb verfallenen Schloss der Barinkays leben nun Zigeuner. Um Streit zu vermeiden und an das ihm zustehende Erbe zu kommen, hält Barinkay um die Tochter des „Schweinefürsten“ an. Arsena liebt aber heimlich Ottokar, den Sohn ihrer Erzieherin. Hochmütig weist sie daher den Bewerber ab, verlangt, ihr künftiger Mann müsse mindestens ein Baron sein und verspottet Barinkay, indem sie ihm anbietet, als Braut auf ihn zu warten. Nebenbei findet der Kommissär in Arsenas Gouvernante seine Gattin Mirabella wieder, die er einst in den Kriegswirren aus den Augen verloren hatte.
Enttäuscht nimmt Barinkay Abschied. Czipra erkennt in ihm den Sohn des früheren Besitzers und macht ihn mit den Zigeunern bekannt, die ihn gleich als ihren Herrn (Wojwoden) anerkennen. Mitten in der Nacht beobachten sie, wie Ottokar bei Zsupáns Tochter Arsena „fensterlt“ und wissen nun, warum sie Barinkay zurückgewiesen hatte. Der schwört zornig Rache. Aber der Titel eines Zigeunerbarons (Wojwode der Zigeuner) trifft bei Arsena und ihrem Vater nur auf Spott. Barinkay verliebt sich in Czipras Pflegetochter Saffi. Er spricht Arsena von der Verlobung frei und hält in der Schlossruine seiner Vorfahren nach Zigeunerbrauch Hochzeit mit Saffi. Damit bringt er den Zsupán und den Kommissär, der einen schweren Sittenverstoß sieht, mächtig auf die Palme.

### Zweiter Akt
Saffi träumt in der Brautnacht von einem Schatz, der unter den Schlossmauern vergraben sei. Barinkay, zunächst ungläubig, gibt dem Drängen der Zigeunerin nach, gräbt und findet tatsächlich den Schatz, den sein Vater dort verbarg. Es erhebt sich nun ein Streit um diesen Fund, den auch der Schweinefürst Zsupán und der königliche Kommissär beanspruchen. Carnero vermutet, dass dies die seit langem verschollene Kriegskasse ist, die Barinkays Vater unterschlagen hatte – der Grund für die einstige Verbannung. Von Graf Homonay angeführte Husaren erscheinen und werben Soldaten an für den Krieg gegen Spanien. Entgegen ihrer Absicht verfallen Zsupán und Ottokar den Werbern und müssen mit ihnen ziehen.
Conte Carnero versucht, Barinkay vor dem Grafen Homonay zu verklagen, zum einen wegen des Schatzes, zum anderen wegen seiner unstandesgemäßen Heirat mit der Zigeunertochter. Homonay lässt ihn abblitzen und gratuliert Barinkay. Dieser, letztlich zufrieden mit seiner Verbindung mit Saffi, übergibt den Schatz an das Reich.
Es folgen wüste Beschimpfungen gegen die Zigeuner durch Zsupán und seine Anhängerschaft, die sich in ihrer Ehre gekränkt fühlen. Mitten im Streit holt die alte Czipra ein Dokument hervor, welches beweist, dass Saffi die Tochter des türkischen Paschas ist. Barinkay, der sich ihrer nun nicht mehr würdig hält, lässt sich ebenfalls anwerben und zieht in den Krieg.

### Dritter Akt
Nach siegreicher Beendigung des Krieges kehren die Ungarn nach Wien zurück, vorneweg Zsupán, der mit seinen Kriegsheldentaten gewaltig prahlt, danach Barinkay an der Spitze der Zigeuner-Husaren. Er hat sich vor dem Feind ausgezeichnet, erhält alle seine Güter zurück und wird zum Baron geadelt. Zsupán, der hofft, seine Tochter nun doch noch mit dem Baron Barinkay verheiraten zu können, erhält einen letzten Dämpfer: Barinkay hält um Arsenas Hand an, aber nicht für sich selbst, sondern für Ottokar. Danach kann er Saffi heimführen.

## Historischer Hintergrund
Der von Schnitzer erwähnte Krieg, für den Graf Homonay Soldaten wirbt, war der österreichische Erbfolgekrieg, in dem unter anderem auch Italien, Frankreich und Spanien verwickelt waren und der von 1740 bis 1748 dauerte. 1742 fanden jedoch die meisten Kriegshandlungen nicht in Spanien statt, sondern in Italien und Frankreich. Die Ungenauigkeiten in der Jahresdatierung in der Operette selbst entstanden bei der Erarbeitung des Librettos durch Ignaz Schnitzer.
Tatsächlich ist die Operette – im Kostüm des 18. Jahrhunderts versteckt – ein Spiegelbild des Ausgleichs von 1867, dessen schwierige Verhandlungen und das auch danach noch von Spannung geladene Verhältnis zwischen den beiden Reichshälften.

„Eine kluge ‚Soziologie der Operette‘ deutet den gesamten ‚Zigeunerbaron‘ ausdrücklich als Kind des bürgerlichen Liberalismus, der widerspiegelt, was die Gesellschaft bewegt: die 48er-Revolution, aus der alles, nur keine allgemeine Freiheit entstanden ist; die Sehnsucht nach Gerechtigkeit für ungarische Aufständische, die sich ähnlich wie ‚Sándor Barinkay‘ in der Welt herumtreiben müssen, ehe sie heimkehren; die Freude an ‚freier Liebe‘, die sich nicht den Gesetzen der Kirche, sondern ausdrücklich ohne deren Segen entfalten kann.“

## Besetzung

### Allgemein
Das Werk ist neben den Gesangssolisten besetzt mit vierstimmigem Chor und einem Sinfonieorchester mit 2 Flöten (2. mit Piccolo), 2 Oboen, 2 B-/A-Klarinetten, 2 Fagotten, 4 Hörnern, 2 Trompeten, 3 Posaunen, Pauken, Schlagzeug und Streichern (Violinen 1, Violinen 2, Violen, Violoncelli, Kontrabässe).

### Premierenbesetzung

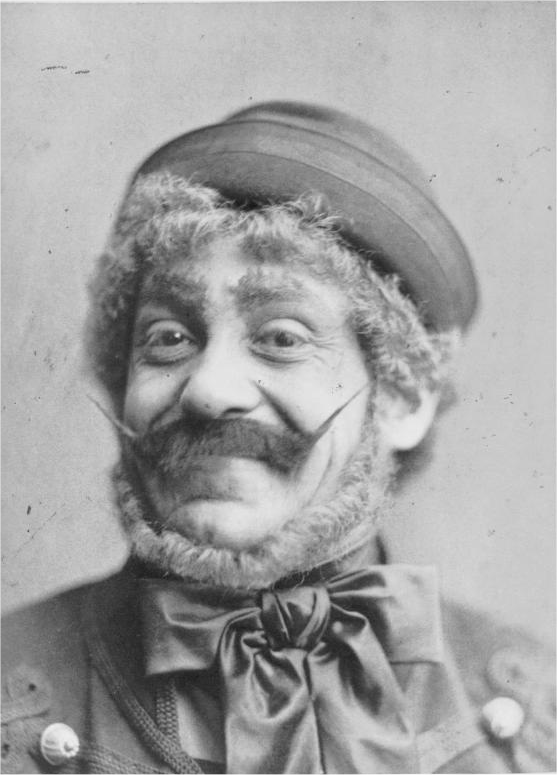
Alexander Girardi in der Uraufführung als Kálmán Zsupán

| Rolle | Stimmlage             | Premiere, 24. Oktober 1885 Dirigent: Johann Strauss (Sohn) |
| --- | --------------------- | ---------------------------------------------------------- |
| Graf Peter Homonay                                                                                                 | Bariton               | Josef Josephi                                              |
| Conte Carnero, königlicher Kommissär                                                                               | Tenor                 | Carl Adolf Friese                                          |
| Sándor Barinkay, ein junger Emigrant                                                                               | Tenor                 | Karl Streitmann                                            |
| Kálmán Zsupán, ein reicher Schweinezüchter im Banat                                                                | Tenor oder Spieltenor | Alexander Girardi                                          |
| Arsena, seine Tochter                                                                                              | Sopran                | Frau Reisser                                               |
| Mirabella, die Erzieherin                                                                                          | Mezzosopran           | Frau Schäfer                                               |
| Ottokar, ihr Sohn (Tenorbuffo)                                                                                     | Tenor                 | Herr Holbach                                               |
| Czipra, alte Zigeunerin                                                                                            | Mezzosopran           | Frau Hartmann                                              |
| Saffi, Zigeunermädchen                                                                                             | Sopran                | Ottilie Collin                                             |
| Pali, Zigeuner | Bariton               | Herr Eppich                                                |
| Bürgermeister von Wien                                                                                             | Sprechrolle           | Herr Liebold                                               |
| Seppl, Laternenanzünder                                                                                            | Sprechrolle           | Herr Horwitz                                               |
| Miksa, ein Seemann                                                                                                 | Sprechrolle           | Herr Schwellak                                             |
| István, Zsupáns Diener                                                                                             | Sprechrolle           | Herr Hellwig                                               |
| Józsi, Ferkó, Mihály, Jáncsi, gypsies, Irma, Tercsi, Aranka, Katicza, Julcsa, Etelka, Jolán, Ilka, Arsenas Freunde |                       |                                                            |

## Musikalische Nummern

### 1. Akt
- Nr. 1, Introduktion – „Das wär' kein rechter Schifferknecht“ (Ottokar, Czipra, Chor)
- Nr. 2, Entrée-Couplet – „Als flotter Geist“ (Barinkay, Chor)
- Nr. 3, Melodram und Ensemble – „So täuschte mich die Ahnung nicht“ / „Ja, das Schreiben und das Lesen“ (Czipra, Saffi, Barinkay, Carnero, Zsupán)
- Nr. 4, Couplet – „Just sind es vierundzwanzig Jahr“ (Mirabella, Chor) [Die Nr. 4 wird oft in Aufführungen und Einspielungen gestrichen.]
- Nr. 5, Ensemble – „Dem Freier naht die Braut“ (Arsena, Barinkay, Zsupán, Carnero, Mirabella, Chor)
- Nr. 5a, Sortie – „Ein Falter schwirrt ums Licht“ (Arsena)
- Nr. 6, Zigeunerlied – „So elend und so treu“ (Saffi)
- Nr. 7, Finale I – „Arsena! Arsena!“ (Saffi, Arsena, Czipra, Mirabella, Barinkay, Ottokar, Zsupán, Carnero, Chor)

### 2. Akt
Entr'acte
- Nr. 8, Terzett – „Mein Aug' bewacht“ (Saffi, Czipra, Barinkay)
- Nr. 9, Terzett – „Ein Greis ist mir im Traum erschienen“ (Saffi, Czipra, Barinkay)
- Nr. 10, Ensemble – „Auf, auf, vorbei ist die Nacht!“ (Pali, Chor)
- Nr. 11, Duett – „Wer uns getraut“ (Saffi, Barinkay)
- Nr. 12, Couplet – „Nur keusch und rein“ (Carnero) [Die Nr. 12 wird regelmäßig in Aufführungen und Einspielungen gestrichen.]
- Nr. 12 1/2, Werberlied – „Her die Hand, es muß ja sein“ (Homonay, Chor)
- Nr. 13, Finale II – „Nach Wien!“ (Saffi, Czipra, Mirabella, Arsena, Barinkay, Ottokar, Carnero, Homonay, Zsupán, Chor)

### 3. Akt
Entr'acte
- Nr. 14, Chor – „Freuet euch!“ (Chor) [Die Nr. 14 wird oft in Aufführungen und Einspielungen gestrichen.]
- Nr. 15, Couplet – „Ein Mädchen hat es gar nicht gut“ (Arsena, Mirabella, Carnero)
- Nr. 16, Marsch-Couplet – „Von des Tajo Strand“ (Zsupán, Chor)
- Nr. 17, Einzugsmarsch – „Hurra, die Schlacht mitgemacht!“ (Chor)
- Nr. 18, Finale III – „Heiraten! Vivat!“ (Saffi, Czipra, Mirabella, Arsena, Barinkay, Ottokar, Homonay, Zsupán, Chor)

## Musikalische Weiterverwendung
Nach Motiven aus dieser Operette entstanden dann eigenständige Werke des Komponisten, die in seinem Werkverzeichnis mit den Opus-Zahlen 417 bis 422 gekennzeichnet sind. Dabei handelt es sich um folgende Werke:
- Brautschau-Polka, Polka, Opus 417
- Schatz-Walzer, Opus 418
- Kriegsabenteuer, Schnell Polka, Opus 419
- Die Wahrsagerin, Polka-Mazurka, Opus 420
- Husaren-Polka, Opus 421
- Zigeunerbaron-Quadrille, Opus 422

Im März 2025 wurde Das Lied vom Rand der Welt oder Der Zigeunerbaron, eine Überschreibung der Operette, mit der Musik von Franui und einem Libretto von Roland Schimmelpfennig im Wiener MuseumsQuartier mit Tobias Moretti als Kálmán Zsupán und Miriam Kutrowatz als Arsena uraufgeführt.

## Tonträger (Auswahl)
- 1951: Wiener Philharmoniker unter Leitung von Clemens Krauss, Chor der Wiener Staatsoper, mit Sándor Barinkay – Julius Patzak, Saffi – Hilde Zadek, Arsena – Emmy Loose, Ottokar – August Jaresch, Graf Peter Homonay – Alfred Poell, Kálmán Zsupán – Kurt Preger, Czipra – Rosette Anday, (gekürzte Gesamtaufnahme in deutscher Sprache, Decca, 2 CD)
- 1954: Philharmonia Orchestra unter Leitung von Otto Ackermann, Philharmonia Chorus, mit Sándor Barinkay – Nicolai Gedda, Saffi – Elisabeth Schwarzkopf, Arsena – Erika Köth, Ottokar – Josef Schmidinger, Graf Peter Homonay – Hermann Prey, Kálmán Zsupán – Erich Kunz, Czipra – Gertrud Burgsthaler-Schuster, (gekürzte Gesamtaufnahme in deutscher Sprache, EMI, 2 CD. Auch auf Naxos Historical 8.111329-30)
- 1959: Wiener Philharmoniker unter Leitung von Heinrich Hollreiser, Singverein der Gesellschaft der Musikfreunde in Wien, mit Sándor Barinkay – Karl Terkal, Saffi – Hilde Güden, Arsena – Anneliese Rothenberger, Ottokar – Kurt Equiluz, Graf Peter Homonay – Walter Berry, Kálmán Zsupán – Erich Kunz, (gekürzte Gesamtaufnahme in deutscher Sprache, EMI, 2 CD)
- 1964: Orchester und Chor der Deutschen Oper Berlin unter Leitung von Robert Stolz, mit Sándor Barinkay – Rudolf Schock, Saffi – Erzsébet Házy, Arsena – Lotte Schädle, Ottokar – Ferry Gruber, Graf Peter Homonay – Eberhard Waechter, Kálmán Zsupán – Benno Kusche, Conte Carnero - Karl Schmitt-Walter (gekürzte Gesamtaufnahme in deutscher Sprache, Ariola/Eurodisc, 2 CD)
- 1969: Orchester und Chor der Bayerischen Staatsoper unter Leitung von Franz Allers, mit Sándor Barinkay – Nicolai Gedda, Saffi – Grace Bumbry, Arsena – Rita Streich, Ottokar – Willi Brokmeier, Graf Peter Homonay – Hermann Prey, Kálmán Zsupán – Kurt Böhme, (gekürzte Gesamtaufnahme in deutscher Sprache, EMI, 2 CD)
- 1986: Münchner Rundfunkorchester unter Leitung von Willi Boskovsky, Chor des Bayerischen Rundfunks, mit Sándor Barinkay – Josef Protschka, Saffi – Júlia Várady, Arsena – Brigitte Lindner, Ottokar – Martin Finke, Graf Peter Homonay – Dietrich Fischer-Dieskau, Kálmán Zsupán – Walter Berry, (Gesamtaufnahme in deutscher Sprache, EMI, 2 CD)
- 1994: Wiener Symphoniker unter Leitung von Nikolaus Harnoncourt, Arnold Schoenberg Chor, mit Sándor Barinkay – Herbert Lippert, Saffi – Pamela Coburn, Arsena – Christiane Oelze, Ottokar – Hans-Jürgen Lazar, Graf Peter Homonay – Wolfgang Holzmair, Kálmán Zsupán – Rudolf Schasching, (quellenkritische Gesamtaufnahme in deutscher Sprache, live, Teldec, 2 CD)

## Verfilmungen
Der Zigeunerbaron oder Teile von ihm wurden mehrfach verfilmt:
- Als Tonbilder: Der Zigeunerbaron: Wer uns getraut (1907, Internationale Kinetograph- und Lichtbild-Ges.), Der Zigeunerbaron: Schatzwalzer (1909, Messters Projection GmbH) und Der Zigeunerbaron: Terzett (1910, ebenfalls Messters)
- 1926/27: Stummfilm, Deutschland, Regie: Friedrich Zelnik, Darsteller Wilhelm Dieterle, Lya Mara und Michael Bohnen.
- 1935: Le Baron Tzigane, Deutschland/Frankreich, Regie: Henri Chomette, Darsteller Anton Walbrook (d. i. Adolf Wohlbrück), Jacqueline Francell, Gabriel Gabrio.
- 1935: Der Zigeunerbaron, Deutschland, Regie: Karl Hartl, Hauptrollen: Adolf Wohlbrück, Hansi Knoteck, Fritz Kampers und Gina Falckenberg. Musikbearbeitung: Alois Melichar.
- 1949: Zigeunerbaron-Ouvertüre, Österreich. Kurz-Dokumentarfilm, Regie: Franz Antel.
- 1954: Der Zigeunerbaron, Deutschland, Regie: Arthur Maria Rabenalt, Hauptdarsteller: Paul Hörbiger, Gerhard Riedmann, Margit Saad und Karl Schönböck. „Mit zeitbezogenen Anspielungen versehene Neuverfilmung der Strauss-schen Operette: Liebe, Eifersucht, ‚Zigeunermusik‘ im Österreich-Ungarn Maria Theresias.“ Siehe dazu Der Zigeunerbaron (1954).
- 1954: Baron Tzigane, französische Fassung, Deutschland, Regie: Arthur Maria Rabenalt. Hauptdarsteller: Georges Guétary, Margit Saad, Paul Hörbiger.
- 1962: Der Zigeunerbaron, Deutschland/Frankreich, Regie: Kurt Wilhelm, Hauptdarsteller: Carlos Thompson, Heidi Brühl, Willy Millowitsch und Peer Schmidt. Gesang: Fritz Wunderlich, Herta Talmar. Drehbuch: Heinz Oskar Wuttig und Vineta Bastian-Klinger. Lexikon des internationalen Films dazu: „Inhaltlich veränderte, musikalisch dürftige Verfilmung der beliebten Strauss-Operette: Harmlose Liebes- und Räuberromantik im Ungarland.“ Siehe dazu Der Zigeunerbaron (1962).
- 1965: Der Zigeunerbaron, Deutschland/Ungarn, Regie: Arthur Maria Rabenalt. Hauptdarsteller: Rudolf Schock, Eberhard Waechter, Karl Schmitt-Walter.
- 1975: Der Zigeunerbaron, Deutschland (ZDF), Regie: Arthur Maria Rabenalt. Hauptdarsteller: Wolfgang Brendel, Hans Kraemmer, Siegfried Jerusalem
- 1984: Jonas und der verschwundene Schatz (Original: Szaffi), Ungarn (Pannonia Filmstudio), Regie: Attila Dargay (Zeichentrickfilm)
- 2011: Der Zigeunerbaron, Deutschland, Regie Brigitte Fassbaender (TV-Theaterfilm der Seefestspiele Mörbisch)